# SS Dick Keys
El Dick Keys, a veces informado como Dick Keyes, fue capturado por la flota confederada frente a Mobile el 8 de mayo de 1861, vendido a propiedad privada y fletado para ayudar a los corredores de bloqueo a salir de ese puerto. Se unió al vapor Crescent para ahorrar 30,000 libras de pólvora y un millón de casquillos de mosquete del vapor británico Ann, el 29 y 30 de junio de 1862, cuando ese barco encalló bajo los cañones de Fort Morgan. El Ann flotó en la marea baja para ser capturada por los barcos de la Unión antes de que se pudiera retirar todo su cargamento. En los años siguientes, el Dick Keys brindó un valioso servicio en la Bahía de Mobile como medio de transporte entre los fuertes y la ciudad de Mobile. Ayudó a remolcar al CSS Tennessee por el río Mobile el 29 de febrero de 1864 y fue objeto de disparos federales frente a Fort Gaines el 5 y 6 de agosto de 1864.
En la noche del 24 de octubre de 1864, el Dick Keys debía partir de Mobile llevando al teniente J. M. Baker, CSN, con destino a Blakely, Alabama, desde donde se lanzaría una expedición en barco de 100 hombres por tierra en vagones para navegar el río Perdido para desembarcar cerca de Fort Pickens, Fla. No se han encontrado más registros de su servicio.